# Ferdinand Richardt
Joachim Ferdinand Richardt (10. april 1819 i Brede – 29. oktober 1895 i Oakland, Californien) dansk-amerikansk maler og tegner, i Danmark især kendt for sine herregårdsprospekter og i USA for sine malerier af Niagara Falls og andre landskaber.

## Livsforløb
Ferdinand Richardt var søn af Johan Joachim Richardt og Johanne Frederikke født Bohse og blev født i Brede, hvor faderen forpagtede kobberværkets kro, som var butik for arbejderne. I 1832 flyttede familien til Ørholm, da faderen forpagtede kroen ved papirfabrikken dér. I 1839 flyttede de til København.
Ferdinand kom efter sin konfirmation 1835 i tømrerlære, men allerede i 1836 fik han en plads på Kunstakademiet med arkitekten G.F. Hetsch som lærer. Også historiemaleren J.L. Lund og billedhuggeren Bertel Thorvaldsen havde Richardt kontakt med. I 1839 vandt han akademiets lille og i 1840 dets store sølvmedalje for sine malerier.
I 1847 opnåede han et femårigt arbejdslegat fra kongehuset, mod at det fik et landskabs- og et arkitekturmaleri om året. 1855-59 var han i USA; meget af tiden ved Niagara Falls. Den 18. januar 1862 giftede han sig med enken Sophia Schneider, født Linnemann (1831-1888). Efter en europarejse var han i 1863 i England, hvor han mødte det engelske kongehus.
I 1873 solgte Richardt en stor del af sine værker, hvorefter han udvandrede til USA med sin familie. De tog først til Niagara Falls, i 1875 til San Francisco, og i 1876 endeligt til nabobyen Oakland, hvor han virkede som tegnelærer.
Hans efterkommere var datteren Johanna (1862-1897) og stedsønnen Joost Schneider.

## Malerier
Richardt malede flere hundrede oliemalerier af landskaber, slotte, herregårde og diverse turistattraktioner. Hans billeder var anerkendte i samtiden, uden dog at skaffe ham egentlig berømmelse. I dag er flere af hans billeder fornemt udstillet; nogle måske snarere pga. motivet end af den kunstneriske værdi. Et af malerierne fra USA er dog dansk rekord for et landskabsbillede.
Udvalgte malerier:
- Thorvaldsen i sit atelier på Charlottenborg, 1840. (Thorvaldsens Museum).
- Frederiksborg Slot, 1847. (Hillerød Rådhus)
- Kronborg med bastioner, 1848. (Helsingør Kommunes Museer).
- Adskillige billeder af Niagara Falls.
- Mount Vernon, George Washingtons landsted i Virginia, 1858. (Fine Arts Museum of San Francisco).
- Independence Hall, Philadelphia, 1858. (Det Hvide Hus).
- Udsigt over San Francisco i måneskin, 1876. (Society of California Pioneers).

## Tegninger
Richardt rejste i 1840'erne, 1850'erne og 1860'erne Danmark og Sverige rundt og tegnede et meget stort antal herregårde m.v. Disse blev litograferet med datidens bedste teknik og udgivet i værkerne:
- Prospecter af danske Herregaarde, 80 hæfter 1844-68, hver med 3 herregårde og beskrivelser af T.A. Becker og C.E. Secher.

- Prospecter af Kongelige Slotte, Gamle og Nye, 1852. Kun et hæfte udkom, om Frederiksborg Slot, med tekst af T.A. Becker.

- Skånska herregårdar med beskrivelser af Gustaf Ljunggren, 24 hæfter 1853-63 med i alt 78 billeder.

- Danske Kirker, Slotte, Herregaarde og Mindesmærker, 12 hæfter 1867-68 med i alt 56 plancher og beskrivelser af C.E. Secher.

- Herregårdar uti Södermanland, 12 hæfter 1869 med i alt 57 plancher (nogle i farver) og beskrivelser af Olof Eneroth.

- 10 Billeder fra Møn, 1862.

Disse værker var meget populære i samtiden. I dag er de af stor historisk interesse.
Richardt tegnede desuden et stort antal tegninger, som blev fravalgt til publikationerne, samt tegninger til forlæg for hans malerier. I alt langt over tusind tegninger, som kun i begrænset omfang blev solgt i hans levetid.
Ved hans død overgik tegningerne til hans datter, og siden til hans stedsøn. I Danmark har man regnet dem for tabt, indtil den amerikanske forsker Melinda Young Stuart i 1990'erne fandt næsten 700 af dem hos Justine van Hemert Keller, et barnebarn af Richardts stedsøn. Keller har i 2002 foræret de ca. 500 tegninger fra Danmark og Sverige til Nationalmuseet.
Godt hundrede af de genfundne tegninger samt andre af Richardts værker blev i 2003 gengivet i bogen Danske Herregårde og Amerika. Et eksemplar af denne bog var en gave fra statsministerfruen til den amerikanske præsidentfrue under et statsbesøg.

## Ekstern henvisning
- Ferdinand Richardt på Kunstindeks Danmark/Weilbachs Kunstnerleksikon